# Jan Radziwoński
Jan Radziwoński (ur. 17 maja 1796 r. w Budzanowie, zm. 25 lipca 1866 r. w Krakowie) – lekarz, kolekcjoner, filantrop, członek Towarzystwa Naukowego Krakowskiego, żołnierz Księstwa Warszawskiego i uczestnik Powstania Listopadowego, pionier sztucznego wylęgu ryb w Polsce.   
Po ukończeniu gimnazjum we Lwowie służył w wojsku Księstwa Warszawskiego. W latach 1816–1824 studiował medycynę w Wiedniu, gdzie przez 2 lata pracował jako asystent na tamtejszym uniwersytecie. W 1824 obronił pracę doktorską. W latach 1825–1866 był lekarzem domowym rodziny Potockich w Krzeszowicach. Zyskał sławę dobrego internisty i okulisty. W latach 1830–1831 służył jako lekarz wojskowy w oddziałach powstańców listopadowych. W 1849 r. zwiedził nowoczesną hodowlę pstrągów w Huningue koło Strasburga. Na jej wzór założył najpierw w Psarach k. Chrzanowa, a następnie w Dubiu k. Krzeszowic pierwszą na ziemiach polskich, a zarazem pierwszą w monarchii austriackiej, sztuczną wylęgarnię i hodowlę pstrągów. Był też autorem licznych publikacji naukowych na ten temat. Był też znawcą sztuki malarskiej. W czasie wyjazdów zagranicznych m.in. do Paryża, Wiednia i Londynu zgromadził znaczną kolekcję obrazów, głównie szkoły weneckiej i niderlandzkiej. Będąc bezdzietny całą tę kolekcję oraz znaczne zgromadzone fundusze (20 tys. zł) przeznaczył na stypendia uczniów krakowskich gimnazjów oraz studentów medycyny i historii Uniwersytetu Jagiellońskiego. 